# Andando al lavoro
Andando al lavoro è un dipinto (56x46 cm) realizzato tra il 1850 ed il 1851 dal pittore Jean-François Millet.
È conservato nella Glasgow Art Gallery di  Glasgow.